# Irfandy Zein
Irfandy Zein Al Zubeidy (sinh ngày 29 tháng 8 năm 1995) là một cầu thủ bóng đá người Indonesia hiện tại thi đấu cho Persija Jakarta ở Liga 1 ở vị trí tiền vệ.

## Sự nghiệp
Irfandy từng gia nhập Bali United F.C. để thi đấu Jenderal Sudirman Cup 2015. Cuối cùng, Irfandy chuyển từ Bali United đến gia nhập PS TNI thi đấu tại Indonesia Soccer Championship.

### PS TNI
Irfandy có màn ra mắt trước Bhayangkara F.C. ở vòng 2 của ISC. Và Irfandy có bàn thắng đầu tiên trong trận đấu trước Mitra Kukar F.C. ở phút thứ 8.